# Kit Kat
Kit Kat è uno snack dolce composto, nella sua forma più conosciuta, da quattro barrette di wafer (tre biscotti e due strati di crema) ricoperte di cioccolato e unite, creato nel Regno Unito dalla Rowntree's nel 1935 e dal 1988 prodotto da Nestlé.

## Storia
Il Kit Kat nasce a York nel 1935, nella fabbrica della Rowntree's, e viene distribuito inizialmente al prezzo di 2 penny: l'idea delle barrette nasce in seguito alla proposta di un operaio, il quale richiese attraverso la scatola dei suggerimenti "uno snack che un operaio potesse portare nella sua cassetta del pranzo per il lavoro". La barretta riscosse un successo strepitoso, tanto da diventare il prodotto di punta della Rowntree, ruolo che manterrà fino al 1988, data dell'acquisto della compagnia dolciaria yorkese da parte della Nestlé, da lì in avanti azienda produttrice del KitKat.
Fanno eccezione gli Stati Uniti, dove vengono prodotte dalla licenziataria Hershey, in base a un accordo del 1969 con Rowntree (che in quell'anno si era fusa con la Mackintosh, altra compagnia dolciaria inglese, dando vita alla multinazionale Rowntree Mackintosh) secondo il quale la Hershey ha l'esclusiva su produzione e distribuzione di Kit Kat e Rolo negli Stati Uniti d'America, e fino al 2000 nel Giappone, nazione in cui Rowntree Mackintosh concesse nel 1972 la licenza di produzione alla compagnia dolciaria Fujiya Confectionery: quando per quest'ultima nel 1989 decaddero i diritti di utilizzo del marchio nel Paese precedentemente conferitogli da Rowntree Mackintosh, divenuta di proprietà di Nestlé l'anno precedente in seguito all'acquisizione dell'intero gruppo dolciario del Regno Unito da parte del colosso svizzero dei beni di consumo, per mantenere sul mercato il prodotto Nestlé e Fujiya formarono una joint venture chiamata Nestlé Mackintosh K.K., il cui incarico era appunto quello di produrre e distribuire Kit Kat in Giappone, nella quale Nestlé deteneva il 66% e Fujiya il restante 34%. Nel 2000 Nestlè ha rilevato dalla società giapponese anche la quota residua in mano a Fujiya, divenendo così titolare unica del marchio anche nel mercato nipponico. Nel 2013 Google e Nestlé hanno  stretto un accordo per chiamare la versione 4.4 del sistema operativo Android "KitKat", in continuità con la scelta della grande G di usare nomi di dolci per le release. Nel 2018 la Corte di Giustizia Europea ha rigettato un'iniziativa legale di Nestlé mirante ad ottenere il copyright internazionale sul marchio, ossia una sorta di brevetto della sua forma fatta di quattro barre trapezoidali di wafer e cioccolato allineate su base rettangolare (note al pubblico come le quattro dita di Kit Kat), in modo che nessun'altra compagnia potesse lanciare sul mercato prodotti imitativi dello stesso.

## Nome

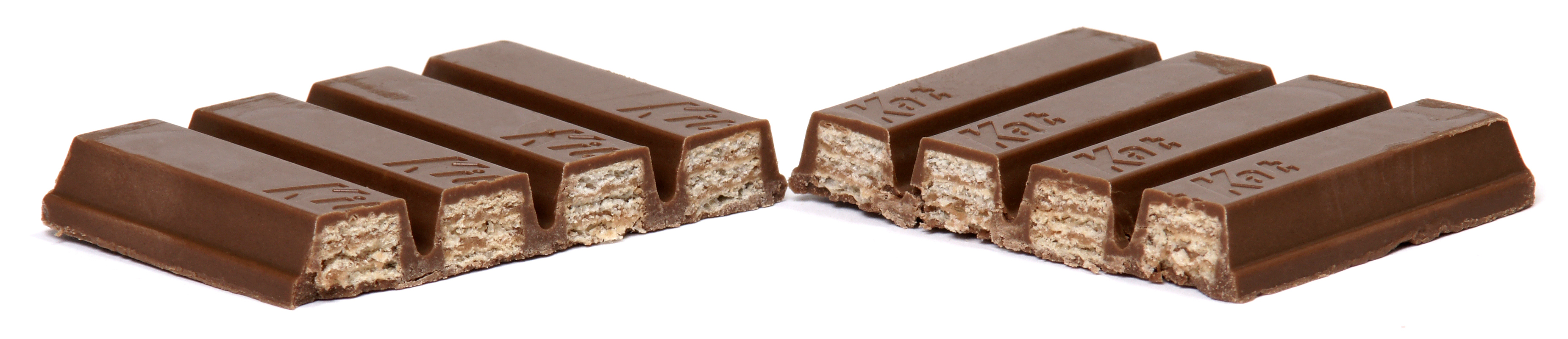
Una barretta Kit Kat tagliata in due

La barretta nasce nel 1935 col nome Rowntree's Chocolate Crisp. Continuerà ad essere chiamata così fino al 1937, quando venne rinominata Kit Kat Chocolate Crisp, nome che manterrà fino al secondo dopoguerra, quando muterà nell'attuale Rowntree's Kit Kat, o più semplicemente Kit Kat. Vi sono diverse controversie riguardanti sia la corretta scrittura del nome, sia circa la sua origine.
La prima questione vede contrapposte la grafia KitKat contro la più comune Kit Kat; la stessa Nestlé è piuttosto contraddittoria: sebbene infatti, in un comunicato ufficiale rilasciato nel Regno Unito, abbia dichiarato che il termine sia unico (KitKat), essa si smentisce da sola sul sito ufficiale, dove il prodotto viene presentato col nome doppio (Kit Kat).
Per quanto riguarda l'origine, seppure incerta, sembra che l'etimologia più accreditata sia quella che vede la maternità nel Kit-Cat Club, un circolo culturale londinese fondato nel XVIII secolo frequentato da politici, letterari, e anche dipendenti della Rowntree, il quale teneva le sue riunioni nel negozio di pasticceria di Cristopher Catling, che venne soprannominato col vezzeggiativo Kit Cat, nome col quale serviva agli ospiti anche delle meat pie da lui prodotte e che lui chiamava appunto Kit-Cats. La Rowntree, prese l'inspirazione dal nome del per il lancio di un nuovo prodotto, e, nel 1911, decise di registrare entrambi i nomi Kit-Cat e Kit Kat; tuttavia fu soltanto negli anni venti che il marchio comparve sul mercato: originariamente il prodotto era una scatola di cioccolatini la cui denominazione scelta da Rowntree fu Kit-Cat; nel 1935 intanto la società aveva avviato la produzione di una barra di wafer e cioccolato chiamata Rowntree's Chocolate Crisp; nel 1937 Rowntree, considerando il fatto che nel proprio catalogo di prodotti erano già presenti molti altri prodotti di questo tipo, decise di togliere dal mercato la scatola di cioccolatini Kit Cat e di rinominare la Chocolate Crisp Kit Kat Chocolate Crisp (destinata ad essere chiamata solamente Kit Kat dal dopoguerra in poi).

## Design
Il logo, fin dal 1935 è un'ellisse rosso e bianco che contiene la scritta rossa KitKat, seppure con lievissime differenze apportate nel tempo per renderlo più moderno ed eccezion fatta per gli Stati Uniti dove la Hershey distribuiva KitKat con un logo diverso fino al 2002, quando si è uniformata al resto del mondo. La versione attuale è stata creata nel 1973. Anche la confezione ha subito poche modifiche dalla sua origine: i colori, seppure più vivaci, sono da sempre il rosso e il bianco (originariamente tendente al bianco crema); una piccola parentesi avvenne nel periodo fra il 1945 e il 1947, quando, a causa della mancanza di latte, le barrette venivano ricoperte con cioccolato fondente, e il pacchetto si presentava blu e bianco (probabilmente per una precisa di scelta di fair play della Rowntree verso i propri consumatori, in quanto il nuovo colore dell'incarto aveva lo scopo di far distinguere il nuovo prodotto privo di wafer da quello precedente).

## Il Kit Kat in Giappone

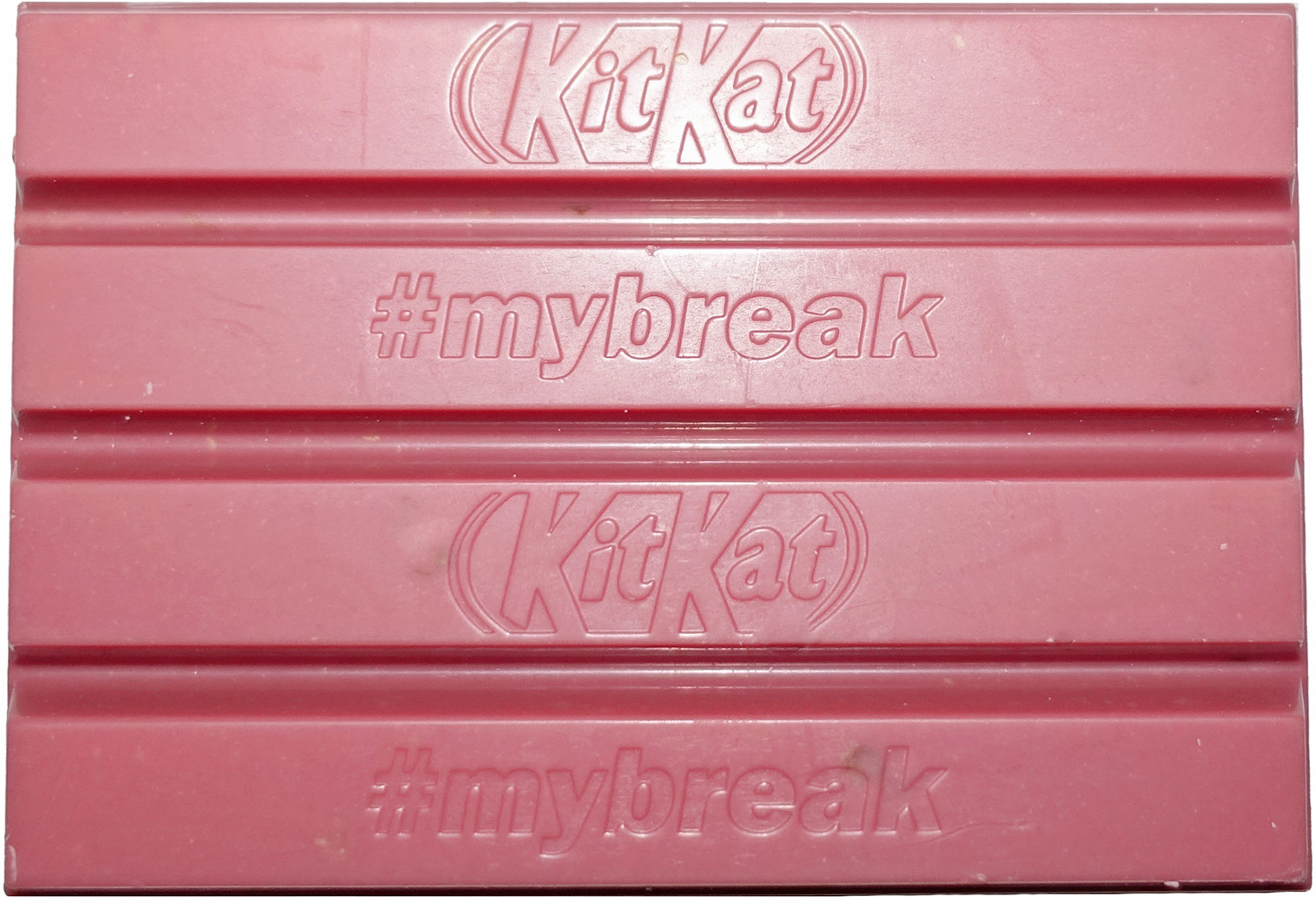
Kit Kat al cioccolato ruby, prodotto dal 2018

In Giappone Kit Kat è considerato quasi alla stregua di un oggetto di culto: ne esistono in commercio addirittura 400 tipi diversi. Già nel 2000, grazie alla piena presa di controllo di Nestlé sul marchio anche sul mercato nipponico (rilevando la quota di Fujiya nella joint venture che ne gestiva la distribuzione in loco) grazie al successo ottenuto dal lancio della versione alla fragola e di svariate edizioni regionali e limitate, Nestlé capì dell'enorme potenziale del prodotto e del suo impatto sui consumatori giapponesi; dal 2010 le vendite sono aumentate di circa il 50%. L'idolatria verso il prodotto in Giappone ha comunque radici precedenti: quando nel 1973 Fujiya rilevò da Rowntree Mackintosh la licenza del prodotto nel Paese, puntò a presentare i Kit Kat come snack esotici, ma quando nel 1988 Nestlé rilevò Rowntree, prese il controllo della produzione e delle vendite e decise di cambiare completamente strategia di marketing, finendo per spacciarli per prodotti locali. La prima azzeccata intuizione fu l’assonanza del nome con l’espressione “kitto katsu”, che in giapponese significa “ne uscirai vincitore”, e che trasformò il Kit Kat in dolcetti beneauguranti, regalati come portafortuna per occasioni importanti (come, per esempio gli esami di scuola).

## Varietà
I Kit Kat hanno molte varietà: possono variare per gusto, dimensione e numero di barrette (in inglese fingers, dita). Esistono poi delle edizioni speciali temporanee o permanenti. In Italia la confezione standard presentava fino a metà anni settanta solo 2 barrette, poi salite a 3, e a 4 dai primi anni ottanta.

### Numero barrette
- Kit Kat - la versione tradizionale a quattro barrette creata nel 1935
- Kit Kat - due barrette, uscita il 15 maggio 1936
- Kit Kat - Paesi arabi - tre barrette
- Kit Kat Family - Francia, Australia - dodici barrette

### Dimensioni
- Kit Kat - le barrette classiche misurano approssimativamente 1 cm in larghezza e 12 cm in lunghezza
- Kit kat Chunky - lanciata nel 1999, ogni barretta misura 2,5 cm di larghezza (barrette singole)
- Big Kat - versione giapponese e statunitense (Hershey) del Kit Kat Chunky
- Kit Kat Petit - Giappone - 1 cm per 6 cm di lunghezza (barrette singole)
- Kit Kat Big Break - Regno Unito
- Kit Kat M.A.X. (Maximum Appetite Xcitement) - Canada

### Gusto
Barrette Standard
- Kit Kat - cioccolato al latte

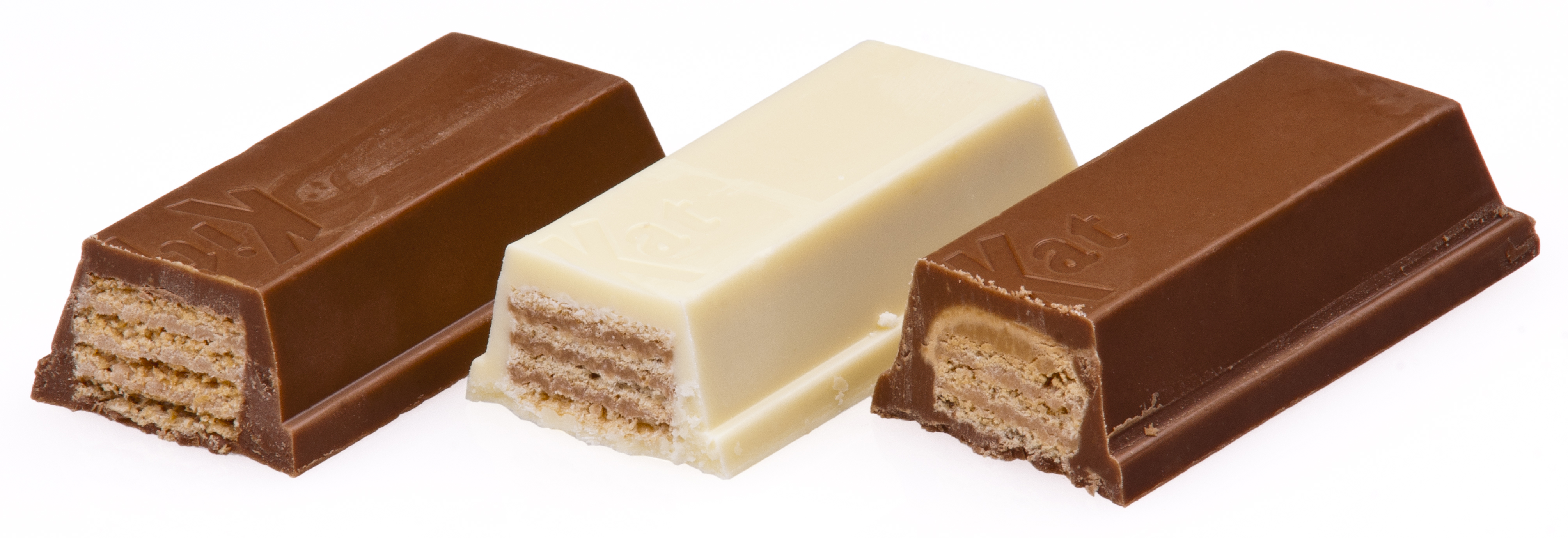
Sezione di varie tipologie di Kit Kat

- Kit Kat Dark (Kit Kat Fine Dark in Regno Unito e Germania) - cioccolato fondente
- Kit Kat White (Kit Kat Milky White in Germania) - copertura cioccolato bianco
- Kit Kat White Cream - Stati Uniti - copertura crema bianca fatta con oli vegetali
- Kit Kat Mint - Regno Unito (permanente), Stati Uniti (edizione limitata) - cioccolato all'essenza di menta
- Kit Kat Mint Chocolate - Australia - copertura verde al cioccolato all'essenza di menta
- Kit Kat Apple - Giappone - gusto mela
- Kit Kat Orange - Regno Unito (permanente), Stati Uniti, Canada, Malaysia, Giappone (edizione limitata) - gusto arancia
- Kit Kat Cafè Latte - Giappone - al caffelatte, con latte Hokkaidō
- Kit Kat Caramac - Regno Unito - al caramac
- Kit Kat Hazelnut - Germania - gusto nocciola
- Kit Kat Chocolate Overload - Australia - cioccolato al latte fuori, crema e wafer al cioccolato dentro.
- Kit Kat Lite - India - due barrette con il 50% di zucchero in meno
- Kit Kat Low Carb (Kit Kat Alternate Carb negli Stati Uniti) - Regno Unito - 50 % di zuccheri in meno
- Kit Kat RubyChoco (Kit Kat al cioccolato rosa "varietà Ruby")

Barrette Chunky
- Kit Kat Big Kat Bitter - Giappone - gusto bitter
- Kit Kat Cacao 61% - Giappone - gusto bitter e cacao al 61%
- Kit Kat Black - Turchia - Kit Kat Chunky al cioccolato fondente
- Kit Kat Chunky White - edizione limitata o permanente in vari stati - cioccolato bianco
- Kit Kat Chunky Caramel (Kit Kat Caramel in Stati Uniti) - Regno Unito, Canada, Australia - con caramello
- Kit Kat Sake - Giappone - gusto sake